# Yasno
YASNO (укр. Ясно) — бренд, під яким операційний холдинг D.Solutions, що входить до Групи ДТЕК, постачає електроенергію і газ.
Станом на вересень 2021 року, YASNO надає послуги 3,5 млн клієнтів у Києві, Дніпропетровській, Донецькій та інших областях України.
Має мережу з 67 енергоофісів  для офлайн-обслуговування клієнтів у Києві, в населених пунктах Дніпропетровської і Донецької областей, Харкові, Запоріжжі, Одесі та Черкасах.

## Історія
1 січня 2019 року в Україні в рамках реформи ринку електроенергії відбулося відокремлення функцій розподілу та постачання.
У результаті анбандлінгу (розділення) обленерго у кожному регіоні розпочали роботу різні компанії — оператори системи розподілу і постачальники.
У листопаді 2019-го постачальні компанії «Київські енергетичні послуги», «Дніпровські енергетичні послуги», «Донецькі енергетичні послуги», компанія з розвитку бізнесу в сфері енергоефективності «ДТЕК ЕСКО» і мережа зарядних станцій для електромобілів STRUM об’єдналися під брендом YASNO.

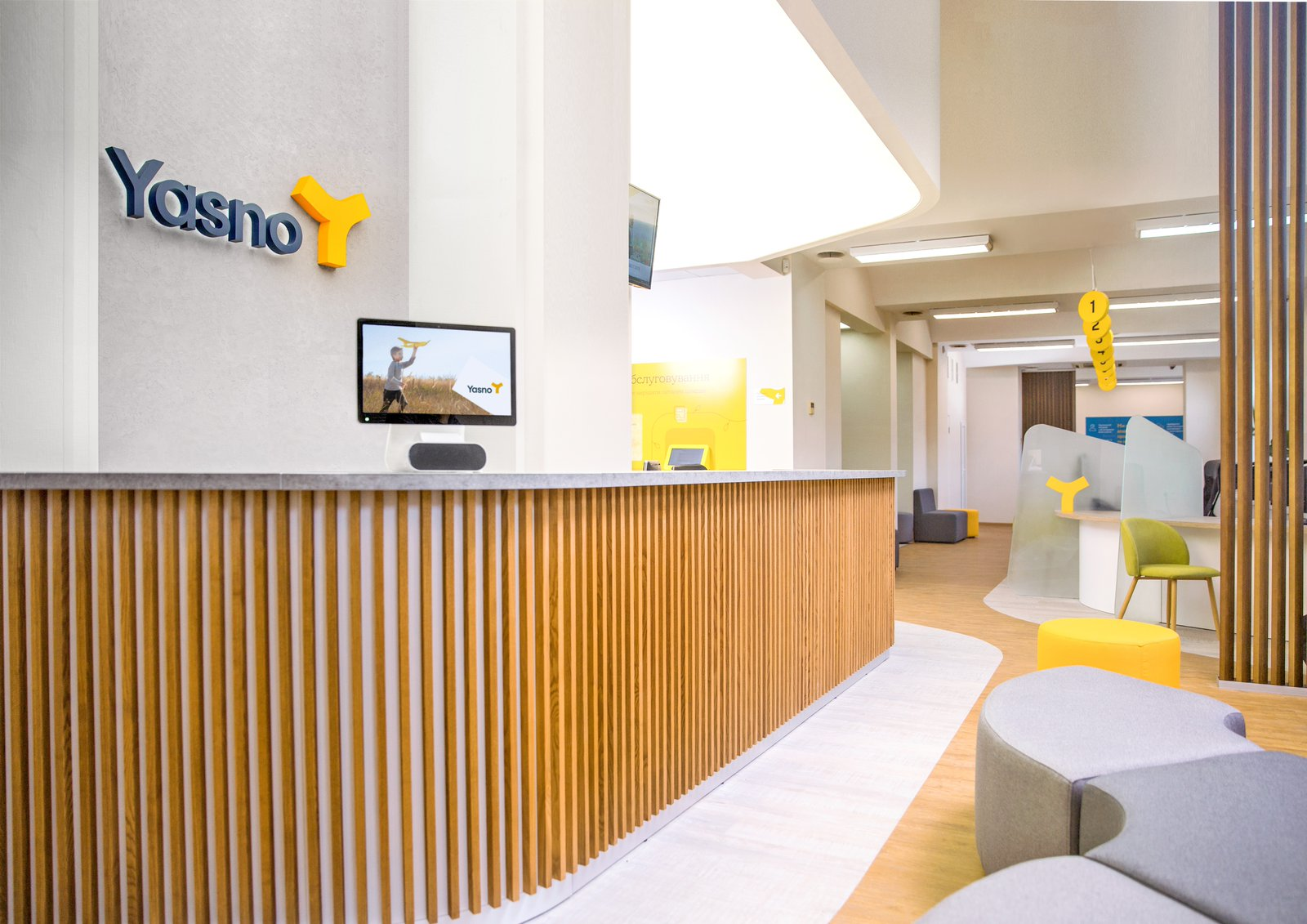
Енергоофіс YASNO в Києві

Генеральним директором D.Solutions став Абдулла Кьоксал. Раніше він обіймав посаду топ-менеджера турецької компанії Enerjisa.
У березні 2020 року YASNO разом з 91 європейською компанією долучився до енергоефективної ініціативи асоціації Eurelectric «Бути рушієм змін: 15 зобов'язань перед споживачами» і став єдиним українським постачальником серед підписантів.
В серпні 2020 року компанії бренду YASNO отримали пакет ліцензій на постачання природного газу та розпочали продаж газу юридичним клієнтам, а у жовтні 2020 року — населенню. За перші три місяці договір із YASNO уклали більше 42 тисяч приватних клієнтів. 
У грудні 2021 року енергосервісна компанія «Ясно Енергоефективність» (до листопада 2019 — «ДТЕК ЕСКО») підписала кредитну угоду з УКРГАЗБАНКОМ з лімітом на 300 млн грн. Станом на грудень 2021 року це найбільша в Україні кредитна угода, що дозволить фінансувати ЕСКО у промисловій сфері.
У січні 2022 року Абдуллу Кьоксала на посаді генерального директора D.Solutions змінив Сергій Коваленко. Раніше він був директором з розвитку «Нової пошти», головою наглядової ради «Post Express» і головою правління «ATF Bank» (Казахстан).

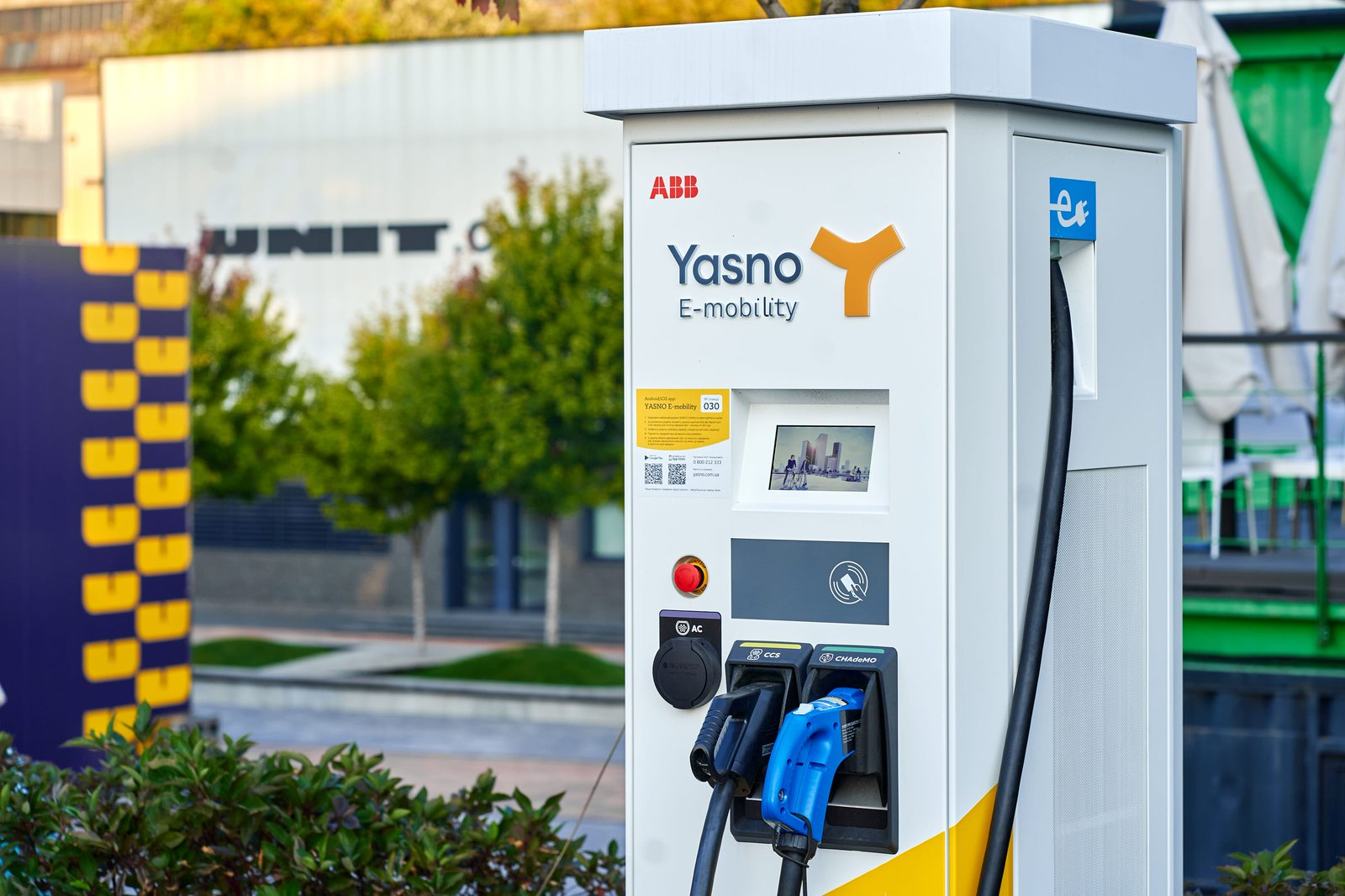
Швидкa заряднa станція мережі YASNO E-mobility

## Опис
YASNO розвиває бізнес за 3 напрямами:
YASNO E-mobility — це мережа швидких зарядних станцій потужністю 50 кВт для електромобілів, які розташовані у великих українських містах та на основних автомагістралях. Підрозділ також продає електромобільні зарядні станції для дому та бізнесу.
YASNO Efficiency (ТОВ «ЯСНО Енергоефективність») — компанія, що втілює енергоефективні проєкти на промислових підприємствах та в бюджетних установах на умовах договорів енергосервісу (ЕСКО) та встановлює приватні сонячні електростанції. Станом на липень 2021 року, YASNO Efficiency виконала 90 проєктів з модернізації. Екологічний ефект від реалізованих YASNO енергоефективних заходів – скорочення викидів на 153 тис. тонн СО2 на рік.
Напрям продажу енергоефективних наборів із двозонним лічильником із «нічним» тарифом та послугою встановлення «під ключ», «розумною» розеткою з таймером, LED-лампами; продаж кліматичної та побутової техніки.
Обслуговування клієнтів відбувається через контакт-центри, мобільні додатки, чат-боти у месенджерах та онлайн-кабінети.

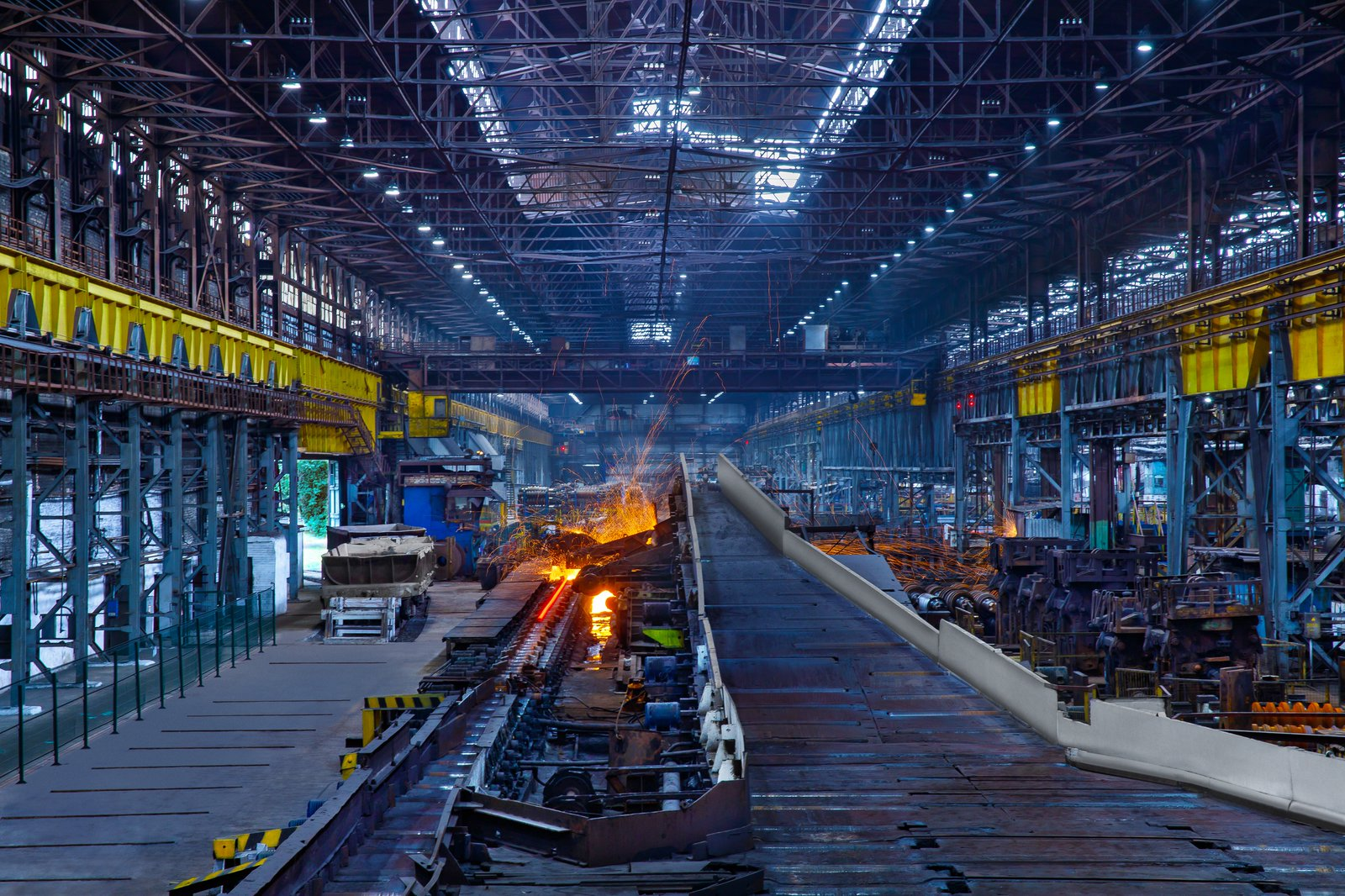
Освітлення, замінене в рамках енергосервісного проєкту на меткомбінаті «Азовсталь» Групи Метінвест

## Нагороди
Три компанії бренда YASNO у 2020 та 2021 роках тричі очолили рейтинг електропостачальників України, складений аналітичним центром DiXi Group в рамках проєкту USAID «Прозорість енергетичного сектору».
У 2021 році YASNO увійшов до рейтингу ТОП-25 екологічних українських компаній, а також до ТОП-25 лідерів диджиталізації за версією журналу «Власть денег».
У 2020 році бренд YASNO разом із найбільшими ритейлерами України увійшов до ТОП-3 лідерів рейтингу вдячності клієнтів «Герої карантинного часу» від порталу Liga.net.
У 2020 році YASNO увійшов до рейтингу найбільш сталих та відповідальних українських бізнесів за версією журналу «ТОП-100. Рейтинги найбільших».
У 2019 році YASNO E-mobility отримав нагороду за внесок в розвиток електромобільності та екоінновацій премії EcoDrive AWARD в номінації Service of the Year.